# Chorągiew Buławy Polnej Koronnej
Chorągiew Buławy Polnej Koronnej – oddział jazdy armii koronnej wojska I Rzeczypospolitej.
Chorągiew od roku 1781 wchodziła w skład 1 Brygady Kawalerii Narodowej w Dywizji Ukraińskiej i Podolskiej. W latach 1781–1782 w skład 2 Brygady Kawalerii Narodowej w Dywizji Ukraińskiej i Podolskiej. W 1782 przeniesiona do 3 Brygady KN w Dywizji Ukraińskiej i Podolskiej. Jesienią 1789 weszła w skład 1 Brygady KN w Dywizji Wołyńskiej i Kijowskiej.

## Żołnierze chorągwi
Rotmistrz:
- Seweryn Rzewuski
- Józef Miaskowski (III 792-VI 1792)
- Wojciech Węgorzewski (VI 1792-)
- Seweryn Rzewuski

Porucznicy:
- Józef Zagu(?)rski (1777-1780),
- Józef Rzewuski (1780-1789)
- Adam Głogowski (1790-)